# يابا (تيبت)
يابا (بالإنجليزية: Yaiba, Tibet)‏ هي منطقة سكنية تقع في الصين في أزمة التبت والصين. يقدر عدد سكانها بـ
- نسمة .